# Traité italo-éthiopien de 1928
Le traité italo-éthiopien de 1928, également connu sous le nom de traité d'amitié et d'arbitrage italo-éthiopien, est un traité signé entre le royaume d'Italie et l'Empire éthiopien (Abyssinie) le 2 août 1928.
Nigiste Negest Zewditou dirigeait l'Éthiopie au moment de la signature de ce traité. Mais c'était Ras Tafari Makonnen, âgé de 36 ans, qui représentait le gouvernement éthiopien. Tafari, alors qu'il était encore mineur, était l’héritier apparent et le plénipotentiaire régent.
Deux mois plus tard, le 7 octobre 1928, Ras Tafari serait proclamé Négus. Un peu plus de deux ans plus tard, le 2 novembre 1930, Zewditu mourut et Tafari fut proclamé Nəgusä Nägäst Haïlé Sélassié Ier.

## Contexte
En 1926, l'Italie et la Grande-Bretagne tentèrent une pénétration commerciale commune en Éthiopie. En mettant conjointement la pression sur Ras Tafari, les Italiens envisageaient d'exploiter un chemin de fer et les Britanniques espéraient construire de puissantes équipements hydrauliques pour irriguer le Soudan anglo-égyptien. Alors que Tafari céda momentanément, il émit par la suite une protestation auprès de la Société des Nations si puissante que l'opinion publique britannique se retourna contre le projet des travaux hydrauliques et ils furent annulés. Cela laissa les Italiens à l'écart.
Plutôt que de renoncer à ses propres plans, le dictateur italien Benito Mussolini demanda l'aide du cousin du roi Victor Emmanuel, le duc des Abruzzes. En 1928, le duc et une suite royale traversèrent la Méditerranée, avec le décorum et en grande pompe. Ils naviguèrent en descendant la côte orientale de l'Afrique, puis se dirigèrent dans l’intérieur des terres vers l'Éthiopie et sa capitale isolée, Addis-Abeba. Le duc amadoua les réserves de Tafari en lui offrant une grande limousine Isotta Fraschini, un produit italien luxueux qui se vendait alors aux États-Unis pour quelque 18 000 $ (équivalent à 251 000 $ US en 2016) et de nombreux autres cadeaux.

## Détails
Le traité établissait une amitié de 20 ans entre les deux nations, l'accès à la mer pour l'Éthiopie, une route pour l'Italie et un accord pour régler les désaccords futurs par l'intermédiaire de la Société des Nations. En outre, le traité :
- instituait une concession à l'Éthiopie dans le port d'Asseb, sur la mer Rouge, dans la colonie italienne d'Érythrée.
- appelait les deux pays à coopérer pour construire une route entre Asseb et Dessie.
- établissait la frontière entre le Somalie italienne et l'Éthiopie à 21 lieues et parallèlement à la côte de Banaadir (environ 88 km).

## Conséquences
Les deux parties étaient toutes deux à l’opposé lorsqu'elles signèrent le traité italo-éthiopien de 1928. Mussolini voulait que le traité soit un moyen de permettre à l'Italie de pénétrer économiquement l'Éthiopie. Il n'eut jamais l'intention de faire appel à la Société des Nations pour un arbitrage. Alors que Ras Tafari voulait un arbitrage mais n'eut jamais l’intention de permettre la construction d’une route italienne depuis la mer. Il considérait la route d'Asseb comme une route d'invasion naturelle.